# Sankt Michael im Burgenland
Sankt Michael im Burgenland (en húngaro: Pusztaszentmihály) es una ciudad localizada en el Distrito de Güssing, estado de Burgenland, Austria.
- Datos: Q663301
- Multimedia: Sankt Michael im Burgenland / Q663301

1. ↑  Worldpostalcodes.org, código postal n.º 7535.